# Keke Coutee
Key’vantanie Coutee, detto Keke (Lufkin, 14 gennaio 1997), è un giocatore di football americano statunitense che milita nel ruolo di wide receiver per gli Indianapolis Colts della National Football League (NFL).

## Carriera

### Houston Texans
Al college Coutee giocò a football con i Texas Tech Red Raiders dal 2015 al 2017. Fu scelto nel corso del quarto giro (103º assoluto) del Draft NFL 2018 dagli Houston Texans. Dopo essere stato infortunato a un tendine del ginocchio nelle prime tre partite, debuttò come professionista nella vittoria del quarto turno ai supplementari contro gli Indianapolis Colts ricevendo 11 passaggi per 109 yard dal quarterback Deshaun Watson. Quelle 11 ricezioni furono un record assoluto per una gara di debutto dalla fusione AFL-NFL del 1970. La sua stagione da rookie si chiuse con 28 ricezioni per 287 yard in 6 presenze.

### Indianapolis Colts
Il 2 settembre 2021 Coutee firmò con gli Indianapolis Colts.